# Andrea Caldarelli
Andrea Caldarelli (Pescara, 14 febbraio 1990) è un pilota automobilistico italiano, che ha preso parte a vari campionati internazionali come la Eurocup Formula Renault 2.0, la Formula 3 Euro Series, la GP2 Asia, la GP3 Series, la Super Formula e il Super GT.
Da 2017 diventa pilota della Lamborghini, nel suo primo anno vince l'Endurance Cup GT World Challenge Europe mentre nel 2019 vince sia la Endurance Cup e Sprint Cup trionfando anche nell'assoluto. Inoltre con il marchio italiano vince la 24 Ore di Daytona classe GTD nel 2020 e due volte il GT World Challenge America, nel 2021 e 2022.  

## Carriera

### Inizi
Caldarelli inizia nel 2000 la sua carriera nel karting, tre anni dopo è passato alle corse in monoposto gareggiando nella Formula Azzurra dopo ottiene una vittoria e chiude quarto in classifica. Dal 2006 inizia a correre nella Formula Renault italiana e nella Formula Renault 2.0 Eurocup. Nel 2008 con il team SG Formula raggiunge il suo miglior risultato, chiude terzo in entrambi i campionati. L'anno successivo sempre con il team SG passa alla Formula 3 Euro Series.
Nel 2010 Caldarelli passa al Campionato italiano di Formula 3 con il team Prema Junior Il pilota ha vinto tre gare ed ha chiuso terzo in classifica piloti. Nel 2011 partecipa nella prima parte del anno alla GP2 Asia Series per poi passare alla GP3 Series.

### Test in Formula 1
Dal 2007 al 2009 Caldarelli ha fatto parte del Toyota Young Driver Programme. Nel dicembre del 2008 ha preso parte ai suoi primi test drive con al vettura di Formula 1 del team nipponico. Nel 2010 dopo i suoi risultati nel Campionato italiano di Formula 3 ottiene come ricompensa l'opportunità di prendere parte ai test di Formula 1 per la Scuderia Ferrari.

### Super Formula / Super GT
Caldarelli lascia la GP3 Series e l'Europa per trasferirsi in Giappone grazie ad un'opportunità della Toyota di guidare in Formula Nippon. Nella sua prima stagione con il team Kondō Racing non ottiene nessun punto. Dal 2012 al 2018 ha militato nel Super GT con il marchio Lexus, concludendo la stagione da vice-campione nel 2014 e 2016 e terzo nel 2017. 

### Pilota della Lamborghini
Nel 2017 si unisce con il marchio Lamborghini in contemporanea al suo ultimo anno in Super GT. Alla guida della Lamborghini Huracán GT3 già nel 2017 vince il Endurance Cup del Blancpain GT Series (attuale GT World Challenge Europe) insieme a Mirko Bortolotti e Christian Engelhart. Per Caldarelli è il 2019 il suo anno migliore, in coppia con Marco Mapelli vincono sia Endurance Cup e la Sprint Cup trionfando anche nel campionato assoluto GT World Challenge Europe.
Dal 2020 Caldarelli partecipa alle corse endurance del Campionato IMSA WeatherTech SportsCar, nella classe GTD ottiene la vittoria nella  la 24 ore di Daytona nel 2020 ed è arrivando secondo nella 12 ore di Sebring 2022. 
Dal 2021 ha lasciato il GT World Challenge Europe per il GT World Challenge America, l'italiano con il team K-Pax Racing ha vinto due edizioni del campionato, nel 2021 con Jordan Pepper e nel 2022 con Michele Beretta.

#### Progetto Hypercar

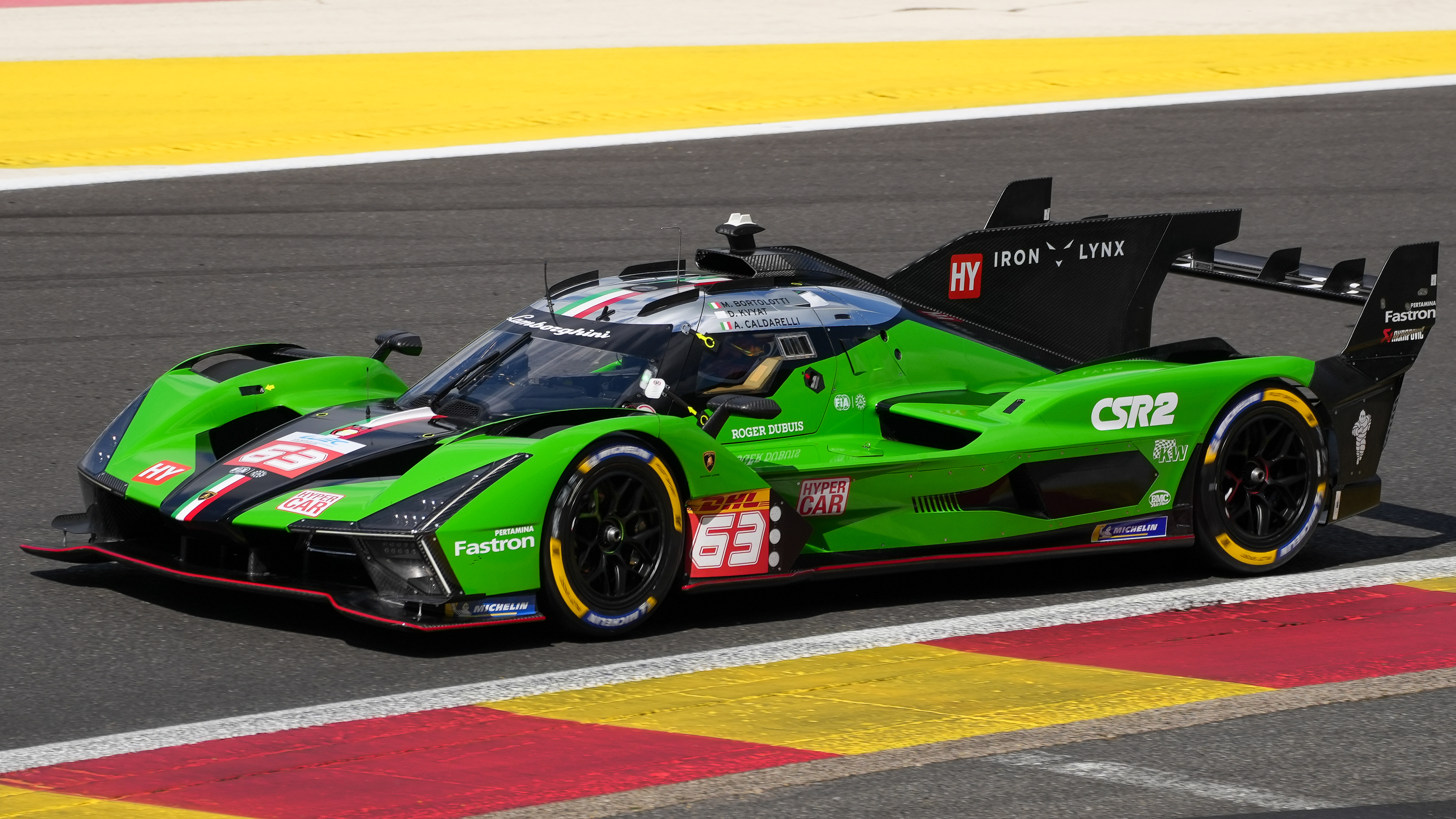
La Lamborghini SC63 di Caldarelli durante la 6 ore di Spa 2024

Il 21 luglio del 2022 il marchio Lamborghini annuncia Caldarelli e Mirko Bortolotti come loro piloti ufficiali per il progetto LMDh. Nell’attesa correrà la 24 Ore di Daytona 2023 e le altre tre corse della Endurance Cup con una Lamborghini Huracan GT3 EVO2, in equipaggio con Romain Grosjean e Bortolotti. Inoltre, partecipa al Campionato del mondo endurance con il team Prema Racing, dividerà l'Oreca 07 nella classe LMP2 alterandosi con Juan Manuel Correa. In agosto scende in pista con Bortolotti e Kvyat per i primi test con la Lamborghini SC63 sul Circuito di Imola.

## Risultati

### Risultati Formula Nippon\Super Formula

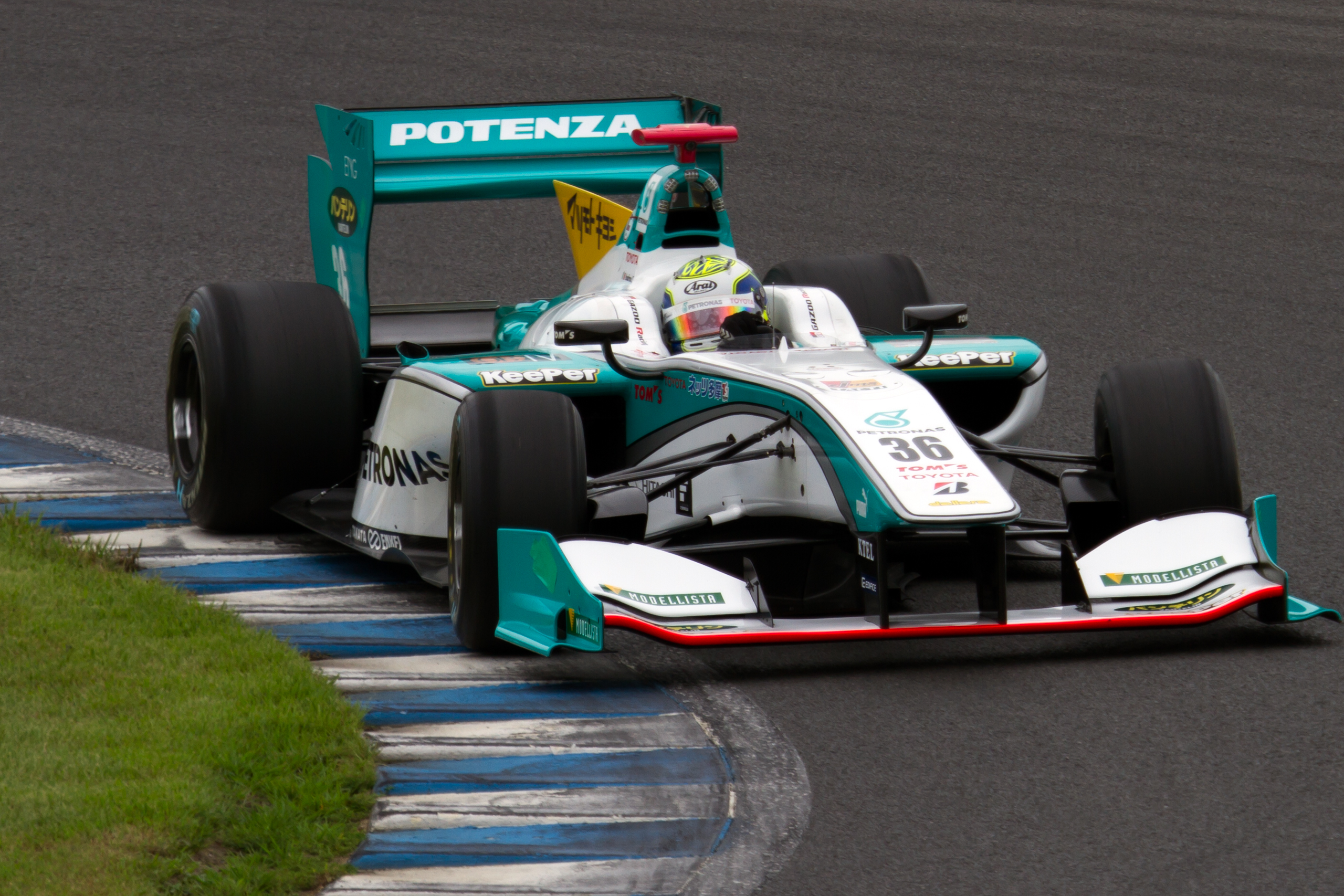
Andrea Caldarelli nel 2014 in Super Formula

| Anno | Team                      | 1       | 2       | 3      | 4       | 5      | 6       | 7       | 8       | 9   | Punti | Pos. |
| ---- | ------------------------- | ------- | ------- | ------ | ------- | ------ | ------- | ------- | ------- | --- | ----- | ---- |
| 2011 | Kondō Racing              | SUZ Rit | AUT Rit | FUJ 13 | MOT 13  | SUZ C  | SUG 9   | MOT Rit | MOT Rit |     | 0     | 16°  |
| 2013 | Kygnus Sunoco Team LeMans | SUZ 7   | AUT     | FUJ    | MOT     | SUG    | SUZ Rit | SUZ 5   |         |     | 4     | 13°  |
| 2014 | Kygnus Sunoco Team LeMans | SUZ     | FUJ     | FUJ    | FUJ Rit |        |         |         |         |     | 7     | 12°  |
| 2014 | Petronas Team TOM'S       |         |         |        |         | MOT 3  | AUT     | SUG     | SUZ     | SUZ | 7     | 12°  |
| 2015 | Lenovo Team Impul         | SUZ 11  | OKA 6   | FUJ 9  | MOT 11  | AUT 15 | SUG 16  | SUZ Rit | SUZ 12  |     | 4     | 14°  |

### Risultati Super GT
| Anno | Team                     | Auto                    | Classe | 1       | 2      | 3      | 4      | 5     | 6     | 7      | 8       | Punti | Pos. |
| ---- | ------------------------ | ----------------------- | ------ | ------- | ------ | ------ | ------ | ----- | ----- | ------ | ------- | ----- | ---- |
| 2012 | Lexus Team Kraft         | Lexus SC430             | GT500  | OKA Rit | FUJ 12 | SEP 10 | SUG 6  | SUZ 2 | FUJ 7 | AUT 13 | MOT Rit | 28    | 13°  |
| 2013 | Lexus Team TOM'S         | Lexus SC430             | GT500  | OKA 15  | FUJ 6  | SEP 10 | SUG 2  | SUZ 5 | FUJ 3 | AUT 9  | MOT 6   | 47    | 8°   |
| 2014 | Lexus Team TOM'S         | Lexus RC F              | GT500  | OKA 1   | FUJ 5  | AUT 4  | SUG 2  | FUJ 9 | SUZ 7 | BUR 4  | MOT 2   | 79    | 2°   |
| 2015 | Lexus Team KeePer TOM'S  | Lexus RC F              | GT500  | OKA 1   | FUJ 6  | CHA 6  | FUJ 12 | SUZ 8 | SUG 9 | AUT 12 | MOT 1   | 56    | 5°   |
| 2016 | Lexus Team LeMans WAKO's | Lexus RC F              | GT500  | OKA 4   | FUJ 5  | SUG 4  | FUJ 9  | SUZ 4 | CHA 3 | MOT 4  | MOT 2   | 69    | 2°   |
| 2017 | Lexus Team LeMans WAKO's | Lexus LC500             | GT500  | OKA 2   | FUJ 2  | AUT 13 | SUG 3  | FUJ 9 | SUZ 7 | CHA 2  | MOT 13  | 63    | 3°   |
| 2018 | JLOC                     | Lamborghini Huracán GT3 | GT300  | OKA     | FUJ    | SUZ    | CHA 6  | FUJ   | SUG   | AUT    | MOT     | 5     | 18°  |

### Campionato IMSA WeatherTech SportsCar
| Anno    | Squadra                 | Classe  | Vettura                     | 1      | 2     | 3   | 4   | 5   | 6      | 7   | 8   | 9   | 10  | 11  | 12  | Punti | Pos. |
| ------- | ----------------------- | ------- | --------------------------- | ------ | ----- | --- | --- | --- | ------ | --- | --- | --- | --- | --- | --- | ----- | ---- |
| 2020    | Paul Miller Racing      | GTD     | Lamborghini Huracán GT3 Evo | DAY 1  | DAY   | SEB | ELK | WGL | ATL    | MDO | CLT | PET | LGA | SEB |     | 35    | 39°  |
| 2021    | Paul Miller Racing      | GTD     | Lamborghini Huracán GT3 Evo | DAY 3  | SEB   | MDO | DET | WGL | WGL    | LIM | ELK | LGA | LBH | VIR | PET | 314   | 45°  |
| 2022    | TR3 Racing              | GTD Pro | Lamborghini Huracán GT3 Evo | DAY 12 | SEB 2 | LBH | LGA | WGL | MOS    | LIM | ELK | VIR | PET |     |     | 577   | 17°  |
| 2024    | Iron Lynx               | GTD Pro | Lamborghini Huracán GT3 Evo | DAY 7  |       |     |     |     |        |     |     |     |     |     |     | 213*  |      |
| 2024    | Lamborghini – Iron Lynx | GTP     | Lamborghini SC63            |        | SEB 7 | LBH | LGA | DET | WGL 11 | ELK | IMS | ATL |     |     |     | 484*  |      |
| Legenda |                         |         |                             |        |       |     |     |     |        |     |     |     |     |     |     |       |      |

*Stagione in corso.

### Risultati nel WEC
| Anno    | Squadra               | Classe   | Vettura          | SEB | ALG | SPA | LMS | MON | FUJ | BHR |     | Punti | Pos. |
| ------- | --------------------- | -------- | ---------------- | --- | --- | --- | --- | --- | --- | --- | --- | ----- | ---- |
| 2023    | Prema Racing          | LMP2     | Oreca 07         | 7   |     | 4   |     | 9   | 10  |     |     | 24    | 17°  |
| Anno    | Squadra               | Classe   | Vettura          | QAT | IMO | SPA | LMS | SÃO | COA | FUJ | BHR | Punti | Pos. |
| 2024    | Lamborghini Iron Lynx | Hypercar | Lamborghini SC63 |     |     | Rit |     |     |     |     |     | 0     | 34°  |
| Legenda |                       |          |                  |     |     |     |     |     |     |     |     |       |      |

* Stagione in corso.

### 24 Ore di Le Mans
| Anno | Team                  | Co-Piloti                      | Vettura          | Classe   | Giri | Pos. | Classe Pos. |
| ---- | --------------------- | ------------------------------ | ---------------- | -------- | ---- | ---- | ----------- |
| 2024 | Lamborghini Iron Lynx | Matteo Cairoli Romain Grosjean | Lamborghini SC63 | Hypercar | 309  | 13°  | 13°         |